# Fenestella aperta
Fenestella aperta är en mossdjursart som beskrevs av Hall 1887. Fenestella aperta ingår i släktet Fenestella och familjen Fenestellidae. Inga underarter finns listade i Catalogue of Life.